# London Borough of Ealing
Der London Borough of Ealing [ˈiːlɪŋ] ist ein Stadtbezirk von London. Er liegt im Westen der Stadt. Bei der Gründung der Verwaltungsregion Greater London im Jahr 1965 entstand er aus dem Municipal Borough of Ealing, dem Municipal Borough of Southall und dem Municipal Borough of Acton in der Grafschaft Middlesex.
Der Bezirk war in den 1940er und 1950er Jahren auch für die dort gedrehten Ealing Comedies bekannt – Filmkomödien, die meist im Milieu der kleinen Leute spielten.

## Stadtteile
- Acton
- Dormers Wells
- Ealing
- East Acton
- Greenford *
- Hanwell
- North Acton
- Northolt
- Norwood Green
- Park Royal *
- Perivale
- South Acton
- Southall
- West Acton
- West Ealing
- Yeading

* - Zu entsprechenden Stadtteilen gibt es noch keine eigenen Artikel, nur Weiterleitungen hierher.

## Bevölkerung
Die Bevölkerung setzte sich 2008 zusammen aus 58,9 % Weißen, 23,1 % Asiaten, 8,5 % Schwarzen und 1,5 % Chinesen.

## Persönlichkeiten
- Charles John Allen (1862–1956), Bildhauer
- Gurinder Chadha (* 1960), Filmproduzentin
- Charlotte Cooper (1870–1966), Tennisspielerin
- Denholm Elliott (1922–1992), Schauspieler
- John Entwistle (1944–2002), Musiker, geboren in Chiswick, besuchte in Acton die County Grammar School
- Jack Good (1931–2017), Fernsehproduzent und Manager von Popstars
- Peter Hammill (* 1948), Komponist und Musiker
- Jay Kay (* 1969), Sänger
- Dorothy Lambert Chambers (1878–1960), Tennisspielerin
- Paul McGrath (* 1959), irischer Fußballspieler
- M.I.A. (* 1975), Sängerin
- Charles Palmer (1930–2001), Sportfunktionär, Judoka 10. Dan
- Chris Patten (* 1944), Politiker
- Adelaide Ross (1896–1993), Schriftstellerin
- Bukayo Saka (* 2001), Fußballspieler
- Jay Sean (* 1981), Sänger
- Nevil Shute (1899–1960), Schriftsteller
- Geoff Simkins (* 1948), Jazzmusiker
- Jack Slipper (1924–2005), Kriminalbeamter
- Steve Soper (* 1952), Autorennfahrer
- Top Topham (1947–2023), Gitarrist, Gründungsmitglied der Yardbirds
- Pete Townshend (* 1945), Rockmusiker, geboren in Chiswick, besuchte in Acton die Grundschule

- Chloe Kelly (* 1998), Fußballspielerin

## Städtepartnerschaften
Es besteht eine Partnerschaft mit dem Kreis Steinfurt.